# Miroslav Pilipovič
Miroslav Pilipovič, slovenski nogometaš, * 28. november 1984, Brežice.

## Življenjepis
Pilipovič se je rodil v Brežicah na jugovzhodu Slovenije. Z nogometom se je začel ukvarjati pri 6 letih,saj je bil doma le streljaj od Stadiona v Krškem,kjer je tudi odraščal. Doslej je igral v treh državah za 5 klubov.
Igra na položaju   Veznega igralca. Od avgusta 2014 pa igra za avstrijskega četrtoligaša WSG Wietersdorf.Ta kraj kjer igra Pilipovič leži dobrih 30 km južno od Linza , pa 106 km severnovzhodno od Salzburga ter 360 km od njegovega domačega Krškega.

## Klubska kariera
| Sezona    | Klub              | Država    | Liga | Nastopov | Golov |
| --------- | ----------------- | --------- | ---- | -------- | ----- |
| 2001-2008 | Krško             | Slovenija | II   | 135      | 12    |
| 2008      | Víkingur Ólafsvík | Islandija | I    | 19       | 2     |
| 2009      | Krško             | Slovenija | II   | 7        | 0     |
| 2009      | Ivančna Gorica    | Slovenija | II   | 9        | 0     |
| 2010-2013 | Krško             | Slovenija | II   | 19       | 2     |
| 2013      | Grundarfjördur    | Islandija | II   | 12       | 0     |
| 2013-2014 | Ivančna Gorica    | Slovenija | III  | 20       | 2     |
| 2014-     | WSG Wietersdorf   | Avstrija  | IIII | 30       | 9     |